# کرسنت میلز (کالیفرنیا)
کرسنت میلز (به انگلیسی: Crescent Mills) یک منطقهٔ مسکونی در ایالات متحده آمریکا است که در شهرستان پلوماس، کالیفرنیا واقع شده‌است. کرسنت میلز ۱۰٫۹۸۱ کیلومتر مربع مساحت و ۱۹۶ نفر جمعیت دارد و ۱٬۰۷۵ متر بالاتر از سطح دریا واقع شده‌است.